# Нотация Фойгта
Нотация Фойгта — матричная форма записи симметричного тензора 4-го ранга. Впервые была предложена немецким физиком Вольдемаром Фойгтом для тензора упругости в формулировке закона Гука для анизотропных материалов.

## Обозначения
Если тензор 4-ранга {\displaystyle c_{ijkl}} обладает симметрией по первой и второй паре индексов:
{\displaystyle c_{ijkl}=c_{jikl}},
{\displaystyle c_{ijkl}=c_{ijlk}},
то его элементы могут быть записаны в виде матрицы 6x6, используя следующую подстановку индексов:
{\displaystyle 11\rightarrow 1}
{\displaystyle 22\rightarrow 2}
{\displaystyle 33\rightarrow 3}
{\displaystyle 23,32\rightarrow 4}
{\displaystyle 13,31\rightarrow 5}
{\displaystyle 12,21\rightarrow 6}.
Например, компонента {\displaystyle c_{3122}} будет соответствовать элементу матрицы {\displaystyle C_{52}}.
Используя те же подстановки индексов, можно записывать симметричные тензоры 2 ранга в виде 6 векторов.
При таком представлении результат умножения тензоров, вообще говоря, не соответствуют результату перемножения матриц.
Для того, чтобы операция тензорного умножения могла быть записана в виде умножения матриц, может потребоваться введение дополнительных множителей.

## Матричная запись закона Гука
Закон Гука в тензорном виде имеет вид (здесь и далее используется соглашение Эйнштейна о суммировании по повторяющимся индексам):
{\displaystyle \sigma _{ij}=c_{ijkl}\varepsilon _{kl}},
где {\displaystyle \sigma _{ij}} и {\displaystyle \varepsilon _{kl}} — тензоры напряжения и деформации. Так как эти тензоры являются симметричными, то тензор модулей упругости {\displaystyle c_{ijkl}} обладает необходимой степенью симметрии для того, чтобы его возможно было записать в матричном виде.
Более того, из соотношения:
{\displaystyle c_{ijkl}={\frac {\partial ^{2}F}{\partial \varepsilon _{ij}\partial \varepsilon _{kl}}}},
где {\displaystyle F} — свободная энергия[уточнить] в случае изотермической деформации, или внутренняя энергия при адиабатической деформации, следует {\displaystyle c_{ijkl}=c_{klij}}. Отсюда следует, что существует только 21 линейно независимая компонента тензора упругих постоянных.
Поэтому матрица {\displaystyle C_{\alpha \beta }}, составленная из компонент {\displaystyle c_{ijkl}}, будет симметричной.
Закон Гука может быть записан в следующем виде:
{\displaystyle \sigma _{\alpha }=C_{\alpha \beta }\epsilon _{\beta }},
где индексы {\displaystyle \alpha ,\beta } пробегают значения от 1 до 6,
или:
{\displaystyle {\begin{pmatrix}\sigma _{11}\\\sigma _{22}\\\sigma _{33}\\\sigma _{23}\\\sigma _{13}\\\sigma _{12}\end{pmatrix}}={\begin{pmatrix}c_{1111}&c_{1122}&c_{1133}&c_{1123}&c_{1113}&c_{1112}\\\cdot &c_{2222}&c_{2233}&c_{2223}&c_{2213}&c_{2212}\\\cdot &\cdot &c_{3333}&c_{3323}&c_{3313}&c_{3312}\\\cdot &\cdot &\cdot &c_{2323}&c_{2313}&c_{2312}\\\cdot &\cdot &\cdot &\cdot &c_{1313}&c_{1312}\\\cdot &\cdot &\cdot &\cdot &\cdot &c_{1212}\\\end{pmatrix}}{\begin{pmatrix}\varepsilon _{11}\\\varepsilon _{22}\\\varepsilon _{33}\\2\varepsilon _{23}\\2\varepsilon _{13}\\2\varepsilon _{12}\end{pmatrix}}}
В данной записи коэффициент 2 при компонентах тензора деформации {\displaystyle \varepsilon _{23}}, {\displaystyle \varepsilon _{13}}, {\displaystyle \varepsilon _{12}} необходим для того, чтобы матричные уравнения в точности соответствовали тензорным.
Например, в законе Гука в уравнение для компоненты {\displaystyle \sigma _{11}} входит слагаемое
{\displaystyle c_{1123}\varepsilon _{23}+c_{1132}\varepsilon _{32}}, которое в матричной записи соответствует слагаемому {\displaystyle c_{1123}2\varepsilon _{23}}.
Закон Гука может быть записан в эквивалентной тензорной форме, через тензор модулей податливости {\displaystyle s_{ijkl}}:
{\displaystyle \varepsilon _{ij}=s_{ijkl}\sigma _{kl}}
Тензор {\displaystyle s_{ijkl}} характеризуется той же степенью симметрии, что и {\displaystyle c_{ijkl}}. Поэтому его компоненты тоже можно записать в виде матрицы 6x6 элементов. Однако данная матрица не будет обратной к матрице {\displaystyle C_{\alpha \beta }}.
Обратное матричное уравнение {\displaystyle \epsilon _{\alpha }=S_{\alpha \beta }\sigma _{\beta }}, где {\displaystyle S=C^{-1}}, выглядит следующим образом:
{\displaystyle {\begin{pmatrix}\varepsilon _{11}\\\varepsilon _{22}\\\varepsilon _{33}\\2\varepsilon _{23}\\2\varepsilon _{13}\\2\varepsilon _{12}\end{pmatrix}}={\begin{pmatrix}s_{1111}&s_{1122}&s_{1133}&2s_{1123}&2s_{1113}&2s_{1112}\\\cdot &s_{2222}&s_{2233}&2s_{2223}&2s_{2213}&2s_{2212}\\\cdot &\cdot &s_{3333}&2s_{3323}&2s_{3313}&2s_{3312}\\\cdot &\cdot &\cdot &4s_{2323}&4s_{2313}&4s_{2312}\\\cdot &\cdot &\cdot &\cdot &4s_{1313}&4s_{1312}\\\cdot &\cdot &\cdot &\cdot &\cdot &4s_{1212}\\\end{pmatrix}}{\begin{pmatrix}\sigma _{11}\\\sigma _{22}\\\sigma _{33}\\\sigma _{23}\\\sigma _{13}\\\sigma _{12}\end{pmatrix}}}

## Преобразование поворота
При переходе от декартовой системы координат {\displaystyle x_{1},x_{2},x_{3}} к декартовой системе координат {\displaystyle x_{1}^{\prime },x_{2}^{\prime },x_{3}^{\prime }} путём поворота, компоненты тензора упругих постоянных преобразуются по следующей формуле в соответствии с преобразованием тензора четвёртого ранга:
{\displaystyle C'_{ijkl}=n_{i\alpha }n_{j\beta }n_{k\gamma }n_{l\delta }C_{\alpha \beta \gamma \delta }}

## Примеры
Тензор упругости изотропного материала: упругие свойства определяются 2 постоянными (в данном примере — постоянными Ламэ {\displaystyle \lambda } и {\displaystyle \mu }):
{\displaystyle {\begin{pmatrix}\lambda +2\mu &\lambda &\lambda &0&0&0\\\lambda &\lambda +2\mu &\lambda &0&0&0\\\lambda &\lambda &\lambda +2\mu &0&0&0\\0&0&0&\mu &0&0\\0&0&0&0&\mu &0\\0&0&0&0&0&\mu \\\end{pmatrix}}}
Тензор упругости материала с гексагональной симметрией: тело, обладающее гексагональной симметрией, характеризуется наличием оси симметрии (в данном случае {\displaystyle x_{3}}), при повороте вокруг которой свойства не меняются; описывается 5 независимыми упругими постоянными:
{\displaystyle {\begin{pmatrix}c_{1111}&c_{1122}&c_{1133}&0&0&0\\c_{1122}&c_{1111}&c_{1133}&0&0&0\\c_{1133}&c_{1133}&c_{3333}&0&0&0\\0&0&0&c_{2323}&0&0\\0&0&0&0&c_{2323}&0\\0&0&0&0&0&{\frac {1}{2}}(c_{1111}-c_{1122})\\\end{pmatrix}}}.
Единичной матрице соответствует единичный «симметризующий» тензор {\displaystyle I}:
{\displaystyle I_{ijkl}={\frac {1}{2}}(\delta _{ik}\delta _{jl}+\delta _{il}\delta _{jk})}